# Prata di Principato Ultra
Prata di Principato Ultra là một đô thị (commune) thuộc tỉnh Avellino trong vùng Campania của Ý. Prata di Principato Ultra có diện tích 10,78 km2, dân số là 3011 người (thời điểm năm 2001).